# Хронология истории Бухары
Хронология истории Бухары охватывает период с ранних археологических свидетельств существования поселения на этой местности и до наших дней, а также иллюстрирует важнейшие процессы, происходившие в экономике, политике и культуре этого города.

## Хронология

### До 1500 года
| Дата                  | Событие |
| V—VI века до н. э.    | Ранние археологические свидетельства существования поселения на месте Бухары. Наиболее ранние культурные слои были обнаружены исследователями в стратиграфических шурфах на территории Арка и шахристана Бухары. |
| III век до н. э.      | Возведение крепостной стены Арка. |
| 328 год до н. э.      | Упоминание Арриана о прибытии Спитамена в Баги, по одной версии соответствующее место-расположению Бухары. |
| 230—200 годы до н. э. | Вхождение Бухарского оазиса в состав Греко-Бактрийского царства. |
| II—IV века            | Появление самостоятельного типа монет с изображением бухарского правителя. |
| 560 год               | Битва при Бухаре между тюрками и эфталитами. |
| 585—586 годы          | Восстание Абруя, начало правления тюркских правителей в Бухаре. |
| VI век                | Строительство дворца в Арке бухархудатом Бидуном. |
| 674 год               | Первый поход арабов в Бухарский оазис. |
| 706 год               | Начало планомерного завоевания арабами Мавераннахра. |
| 709 год               | Завоевание Кутейбой ибн Муслимом Бухары и назначение Айюба ибн Хасана первым арабским амиром Бухары. |
| 728—729 годы          | Кратковременное освобождение Бухары от арабов. |
| II половина VIII века | Закрепление арабами полной власти в Бухаре. |
| 750—751 годы          | Восстание Шарика в Бухаре против арабов. |
| 765—766 годы          | Чеканка первых фелсов только с арабскими легендами. |
| 776 год               | Восстание под руководством Хашима ибн Хакима (Муканны). |
| 782 год               | Убийство последнего бухархудата Бунийата, завершение правления в Бухаре династии Бухархудатов. |
| 806—810 годы          | Антиарабское восстание под руководством Рафи ибн Ляйса. |
| 809 год               | Взятие арабами Бухары, казнь брата Рафи ибн Ляйса Башира. |
| 874 год               | Захват Бухары Хусайном ибн Тахиром. |
| 874 год               | Восстание бухарцев против Хусайна ибн Тахира и начало правления саманидского амира Исмаила Самани. |
| 892 год               | Бухара — столица всего Мавераннахра. |
| на рубеже IX—X веков  | Возведение мавзолея Саманидов. |
| 914—943 годы          | Правление саманида Насра ибн Ахмада. |
| 930 год               | Восстание в Бухаре хлебопека Абу Бакра Исфахани против саманида Насра ибн Ахмада. |
| 943—954 годы          | Династические междоусобицы при царствовании Нуха ибн Насра. |
| 943—944 годы          | Наршахи пишет «Историю Бухары». |
| 992 год               | Взятие Бухары представителями караханидской династии Бугра-ханом Харуном ибн Муса. |
| 997 год               | Взятие Бухары караханидом Насром ибн Али. |
| 999 год               | Падение династии Саманидов в Бухаре. |
| 999—1005 годы         | неудачная попытка Саманидов вернуть независимость и приход к власти Караханидов (999—1212). |
| XI—XII века           | Начало применения голубой глазури в архитектуре. |
| 1020—1021 годы        | Захват Бухары караханидом Али-тегином. |
| 1032 год              | Вторжение газневидского войска под руководством Хорезмшаха в Бухарский оазис. |
| 1041—1042 годы        | Подчинение Бухары самаркандским караханидом Ибрахимом ибн Насром. |
| 1044/45 год           | Избиение в Бухаре шиитов. |
| 1056 год              | Эпидемия чумы в Мавераннахре, докатившаяся до Бухары. |
| 1102—1130 годы        | Правление в Бухаре караханида Арслан-хана Мухаммада. |
| 1127 год              | Строительство Арслан-ханом минарета Калян. |
| 1141 год              | Основание бухарским садром Абдулазизом династии Бурханидов, зависимой от Караханидов. |
| 1206/07 год           | Восстание Санджар-малика против бухарских садров — Бурханидов. Садры и их сторонники были изгнаны из Бухары, а их имущество конфисковано.                                                                        |
| осень 1207 года       | Захват Бухары Хорезмшахом Мухаммедом, воспользовавшимся внутренней борьбой в городе. На короткое время он восстановил в Бухаре власть садров, а позднее присоединил город к Хорезму.                             |
| 1220 год              | Захват Бухары монголами. |
| 1238 год              | Восстание против монгольских завоевателей под руководством Махмуда Тараби. |
| 1258 год              | Посещение Бухары Берке-ханом. |
| 1262—1263 годы        | Первые военные столкновения между ханом Берке и Хулагу-ханом. |
| 30—60 годы XIII века  | Начало экономического подъёма в Бухаре. |
| 1262—1264 годы        | Возвращение Чагатаидом Алгуем своего наследственного улуса — Бухары. |
| 1262—1264 годы        | Посещение Бухары братьями Поло. |
| 1273 год              | Взятие Бухары Хулагуидами. |
| 1316 год              | Последнее разорение Бухары монголами. |
| 1320-е годы           | Проведение денежной реформы Кебек-ханом. |
| XV век                | Правление Тимура и Тимуридов, Возобновление строительства мечети Калян при правлении Тимуридов. |
| 1384 год              | Строительство мавзолея Чашмаи-Айюб. |
| 1404 год              | Посещение Бухары посольством ко двору Тимура Руи Гонзалеса де Клавихо. |
| 1417—1418 годы        | Сооружение Улугбеком медресе в Бухаре. |
| 1421 год              | Приём Улугбеком Тибетского посольства в Бухаре. |

|                    |                        |                                |                  |
| Мавзолей Саманидов | Минарет и мечеть Калян | Прибытие братьев Поло в Бухару | Медресе Улугбека |

### 1500—1920 годы
| Дата               | Событие |
| 1500 год           | Взятие Бухары Мухаммедом Шейбани и начало правления узбекской династии Шибанидов до 1599 года.                                                   |
| 1500—1504 годы     | Удельное правление Махмуд-султана в Бухаре. |
| 1504—1533 годы     | Бухара — центр удела Убайдулла-хана. |
| 1510 год           | Гибель Мухаммеда Шейбани. |
| 1511 год           | Временный захват Бухары Бабуром. |
| 1530—1536 годы     | Сооружение Убайдулла-ханом медресе Мири Араб. |
| 1533—1540 годы     | Убайдулла-хан — правитель Бухарского ханства. |
| 1533 год           | Бухара — столица всего Мавераннахра. |
| 1535 год           | Посольство Убейдулла-хана в Стамбул. |
| 1540—1550 годы     | Правление в Бухаре сына Убайдулла-хана Абдулазиз-хана.                                                                                           |
| 1551—1553 годы     | Воцарение в Бухаре Мухаммед Яр-султана. |
| 1551 год           | Неудачная попытка ташкентского правителя Науруз Ахмед-хана захватить Бухару.                                                                     |
| 1555 год           | Нападение в Бухару Науруз Ахмед-хана: осада города.                                                                                              |
| 1556 год           | Попытка удельных правителей Ахси и Андижана захватить Бухару.                                                                                    |
| 1557—1560 годы     | Правление Абдулла-хана II от имени своего дяди Пирмухаммед-хана.                                                                                 |
| 1558 год           | Прибытие в Бухару представителя английской торговой компании Э. Дженкинсона.                                                                     |
| 1560—1583 годы     | Правление Абдулла-хана II от имени своего отца Искандер-хана.                                                                                    |
| 1560 год           | Возведение архитектурного ансамбля Чор-Бакр. |
| 1563 год           | Посольство Абдулла-хана II в Россию ко двору Ивана Грозного.                                                                                     |
| 1567 год           | Эпидемия холеры в Бухаре. |
| 1572 год           | Первое посольство Абдулла-хана II во главе Ходжи Алтамыша в Индию ко двору Акбара.                                                               |
| 1574 год           | Прибытие посольского каравана купца Захария Богданова и приказчиков братьев Строгановых.                                                         |
| 1575 год           | Первое посольство Абдулла-хана II в Османскую империю ко двору Мурада III.                                                                       |
| 1577 год           | Второе посольство Абдулла-хана II во главе с Абдурахимом в Индию с предложением о разделе земель Ирана.                                          |
| 1581/1582 год      | Второе посольство Абдулла-хана II в Османскую империю.                                                                                           |
| 1583 год           | Абдулла-хан II становится официальным главой государства.                                                                                        |
| 1584 год           | Очередное посольство Абдулла-хана II в Индию во главе с Мир Курейшем.                                                                            |
| 1585 год           | Ответное посольство Османской империи в Бухару во главе Мустафой Чавушем с предложением организовать нападение на Хорасан.                       |
| 1586 год           | Ответное посольство Индии в Бухару во главе с Хаким Хумамом и Садр Джаханом.                                                                     |
| 1587 год           | Очередное посольство Абдулла-хана II в Османскую империю с предложением совместного похода против России.                                        |
| 1589 год           | Очередное посольство Абдулла-хана II в Османскую империю.                                                                                        |
| 1590 год           | Очередное посольство Абдулла-хана II в Индию во главе с Мавланом Хусайном.                                                                       |
| 1590 год           | Очередное посольство Абдулла-хана II в Османскую империю и ответное посольство Османской империи в Бухару во главе с Салах Шахом.                |
| 1590/91 год        | Эпидемия холеры в Бухаре. |
| 1598 год           | Смерть Абдулла-хана II и возведение на престол Абдалмумин-хана.                                                                                  |
| 1599—1605 годы     | Правление сына Джани Мухаммада Баки Мухаммада и начало правления узбекской династии Аштарханидов.                                                |
| 1601—1605 годы     | Правление второго сына Джани Мухаммада Вали Мухаммада.                                                                                           |
| 1611—1642 годы     | Воцарение на бухарский престол Имамкули-хана. |
| 1619—1622 годы     | Завершение ансамбля Ляби-хауз, связанное со строительством медресе и ханака Диванбеги.                                                           |
| 1625 год           | Возвращение индийского посла Мир Барака из Бухары.                                                                                               |
| 1642—1645 годы     | Правление Надир Мухаммада. |
| 1645—1681 годы     | Правление Абдулазиз-хана. |
| 1669—1671 годы     | Пребывание в Бухаре русских послов братьев Пазухиных.                                                                                            |
| 1681—1702 годы     | Правление Субханкули-хана. |
| 1681 год           | Поход правителя Хорезма Ануша-хана на Бухару. |
| 1702—1711 годы     | Правление Убайдулла-хана II. |
| 1705 год           | Отправка торгового каравана Убайдулла-ханом II в Астрахань.                                                                                      |
| 1708—1709 годы     | Денежная реформа и восстания в Самарканде и Бухаре.                                                                                              |
| 1711—1747 годы     | Правление Абулфейз-хана. |
| 1716 год           | Отправка из Бухары посольства Абулфейз-хана в Москву для переговоров о торговле.                                                                 |
| 1721—1725 годы     | Пребывание в Бухаре посольства Пётра I во главе с Флорио Беневени.                                                                               |
| 1723—1730 годы     | Набеги, миграция и полное опустошение Бухарского оазиса казахами, теснимыми джунгарами с Нижней Сырдарьи в Бухарский эмират и Хивинское ханство. |
| 1740 год           | Подчинение Бухары афшаридом Надир-шахом. |
| 1745 год           | Приход к власти в Бухаре Мухаммад Рахима, позже основавшего узбекскую династию Мангытов.                                                         |
| 1747 год           | Смерть Надир-шаха. Осада Бухары кызылбашами и возведение Мухаммад Рахимом на престол подставного хана Абдулмумин-хана.                           |
| 1752—1753 годы     | Перестройка и укрепление городских стен Бухары.                                                                                                  |
| 1756 год           | Мухаммад Рахим становится официальным главой государства.                                                                                        |
| 1756 год           | Поражение джунгар от китайского войска. Отток казахских кочевников из Мавераннахра и начало экономического подъёма в Бухаре.                     |
| 1785 год           | Проведение эмиром Шахмурадом денежной реформы.                                                                                                   |
| 1800—1826 годы     | Правление эмира Хайдара. |
| 1800—1836 годы     | Прибытие в Бухару трёх русских посольств. |
| 1804 год           | Отправка посольства Бухары в Санкт-Петербург, Москву.                                                                                            |
| 1806 год           | Выступление жителей Бухары против хивинского хана Эльтузара.                                                                                     |
| 1820 год           | Посещение Бухары Российским посольством во главе с востоковедом Е. К. Мейендорфом.                                                               |
| 1827—1860 годы     | Правление эмира Насруллы. |
| 1836—1843 годы     | Отправка из Бухары в Россию трёх посольств. |
| 1841—1842 годы     | Посещение Бухары посольством России под начальством горного инженера К. Ф. Бутенева, в составе которого находился востоковед Н. В. Ханыков.      |
| 1858 год           | Прибытие в Бухару русской миссии во главе с полковником Н. П. Игнатьевым.                                                                        |
| 1860—1885 годы     | Правление эмира Музаффара. |
| 1865 год           | Отправление М. Г. Черняевым посольства в Бухару.                                                                                                 |
| 1866 год           | Начало вторжения царских войск в пределы Бухарского эмирата.                                                                                     |
| 1868 год           | Отправка бухарского посольства к вице-королю Индии и Османскому султану с просьбой о помощи против России.                                       |
| 1868 год           | Подписание Русско-бухарского договора. |
| 1873 год           | Подписание Шаарского договора, призывавшего протектората России над Бухарой.                                                                     |
| 1881 год           | Наложение запрета на ввоз в Бухару иностранных товаров, кроме индийского чая и индиго.                                                           |
| 1885 год           | Учреждение в Бухаре по приказу императора Александра III особого представительства России — Российского императорского политического агентства.  |
| 1887 год           | Появление первых русских поселений близ Бухары в связи с проведением железнодорожного пути через территории эмирата.                             |
| 1891 год           | Создание отделения Московского-Рязанского банка и Московского международного банка в Бухаре.                                                     |
| 1894 год           | Включение Бухарского эмирата и Хивинского ханства в единую с Россией таможенную черту.                                                           |
| 1894 год           | Открытие отделения Государственного банка российской империи.                                                                                    |
| 1894 год           | Открытие в Бухаре первой русско-туземной школы.                                                                                                  |
| начала XX века     | Появление первых промышленных предприятий капиталистического типа.                                                                               |
| начала XX века     | Возникновение движения младобухарцев. |
| 1910—1920 годы     | Правление последнего бухарского эмира Сеид Алим-хана.                                                                                            |
| 1912 год           | Выход в свет в Бухаре первой газеты на узбекском языке «Туран».                                                                                  |
| 1917 год           | Учреждение Русско-Бухарского банка. |
| декабрь 1917 года  | Создание Коллегии по Бухарским делам правительства России и Туркестана.                                                                          |
| 1918 год           | Предъявление бухарском у эмиру Манифеста от младобухарцев.                                                                                       |
| март 1918 года     | Продвижение красногвардейских войск в сторону Бухары, заключение соглашения между сторонами.                                                     |
| апрель 1918 года   | Создание Бухарской компартии. |
| 1919 год           | Создание в Москве Ф. Г. Ходжаевым Московского Комитета младобухарцев.                                                                            |
| 1920 год           | Отправка Г. И. Бройдо В. И. Ленину меморандум о Бухаре.                                                                                          |
| май 1920 года      | Принятие решения большевистским политическим бюро о нападении на Бухару.                                                                         |
| сентябрь 1920 года | Военный захват Старой Бухары большевистскими войсками. Окончательная ликвидация последней монархической династии на территории Центральной Азии. |

|                   |                          |                   |                                                                |
| Медресе Мири Араб | Медресе Нодир-Диван-Беги | Медресе Чор-Минор | Бухара в осаде красноармейцев и сжигание 1 сентября 1920 года. |

### 1920—1991 годы
| Дата               | Событие |
| сентябрь 1920 года | Назначение В. В. Куйбышева полномочным представителем РСФСР и Коминтерна в Бухаре. |
| октябрь 1920 года  | Провозглашение Бухарской народной советской республики (БНСР). |
| март 1921 года     | Заключение между БНСР и РСФСР «Союзного договора» и «Экономического соглашения». |
| сентябрь 1921 года | Открытие в Бухаре Всебухарского съезда Советов, утверждение Конституции БНСР. |
| 1922 год           | Передача Бухаре от правительства России оборудования для промышленных предприятий, прибытие с этой целью в Бухару инженерно-технической комиссии.                                                                                              |
| 1923 год           | Открытие в Бухаре Тропического института, начальных и средних школ, интернатов, учительских институтов, музыкальных школ. |
| 1923—1927 годы     | Создание товарно-фондовой биржи. |
| 1924 год           | Ликвидация Бухарской народной советской республики в результате проведения национально-государственного размежевания и вхождение её территории в состав Узбекской ССР.                                                                         |
| 1924 год           | Образование русско-бухарского кинотоварищества. |
| 1925 год           | Выход на экраны фильма «Башни смерти», снятого в русско-бухарском кинотовариществе. |
| 1925 год           | Организация общества «Долой неграмотность». |
| 1926 год           | Проведение кампании «Худжум», открытие инвалидного дома. |
| 1929 год           | Строительство городского водопровода, возведение Шуховской башни. |
| 1930-е годы        | Строительство кожевенного завода, шелкомотальной и швейной фабрик. |
| 1930 год           | Введение всеобщего общеобразовательного начального обучения. |
| 1930 год           | Основание педагогического института — первого высшего учебного заведения в Бухаре; формирование первой труппы драматического театра. |
| 1931 год           | Начало строительства двухэтажных жилых домов. |
| 1935 год           | Введение в строй центральной электростанции. |
| 1938 год           | Выход первого номера газеты «Бухоро хакикати» («Бухарская правда»). |
| 1941—1945 годы     | Участие жителей Бухары в борьбе с фашистскими захватчиками (размещение в Бухаре эвакуированных заводов, эвакуированный в Бухару Харьковский завод «Электростанок» начал выпуск военной продукции, расселение в Бухаре эвакуированных граждан). |
| 1945 год           | Начало выпуска промышленностью Бухары мирной продукции. |
| 1958 год           | Начало газификации квартир и промышленных объектов. |
| 1959 год           | Создание первого народного университета культуры. |
| 1960—1970 годы     | Открытие бюро путешествий и экскурсий, строительство гостиниц. |
| 1969—1970 годы     | Начало широкомасштабных археологических исследований. |
| 1971 год           | Начало строительства хлопчатобумажного комбината. |
| 1976 год           | Землетрясение в Бухаре. |
| 1977 год           | Открытие в Бухаре технологического института (ныне Бухарский инженерно-технический институт). |
| 1980 год           | Открытие детского кукольного театра, завершение строительства одного из крупнейших в городе восточных базаров, начало работы Дома радио. |
| 1980—1990 годы     | Строительство и ввод в строй текстильного комбината. |
| апрель 1984 года   | Землетрясение в Бухаре. |
| 1986 год           | Открытие поликлиники на 350 посещений в смену, первые троллейбусы на улицах города. |
| 1987 год           | Введение в строй новой обувной фабрики. |
| 1988 год           | Оказание помощи жителям Армении, пострадавшим от землетрясения. |
| 1989 год           | Оказание помощи жителям Таджикистана, пострадавшим после январского землетрясения. |
| 1990 год           | Открытие Бухарского медицинского института. |

### 1991—2020 годы
| Дата     | Событие                                          |
| 2020 год | Бухара – столица исламской культуры в 2020 году. |